# Involvulus gemmus
Involvulus gemmus is een keversoort uit de familie Rhynchitidae. De wetenschappelijke naam van de soort is voor het eerst geldig gepubliceerd in 1937 door Semenov-Tian-Shanskij & Ter-Minassian.